# Terza battaglia di Cholet
La terza battaglia di Cholet è stata una battaglia della Prima guerra di Vandea combattuta l'8 febbraio 1794 a Cholet.

## La battaglia
L'8 febbraio 1794, durante la campagna delle colonne infernali, 7 000 vandeani comandati da Jean Nicolas Stofflet ripresero la città di Cholet occupata dai repubblicani dell'undicesima colonna, la più piccola di tutte le colonne con soltanto 650 uomini, che occupava la città dal 29 gennaio su ordine del generale Louis Marie Turreau.
I repubblicani, troppo poco numerosi, scapparono quasi senza combattere e il generale Jean-Baptiste Moulin, ferito da due pallottole vandeane, si suicidò con la sua pistola per non essere catturato.
La città restò però poco tempo in mano dei vandeani; due ore più tardi infatti la nona colonna, forte di 8 000 uomini, del generale Jean-François Cordellier arrivò per rioccupare la città, riuscendo a sconfiggere l'esercito vandeano di Stofflet che dovette battere in ritirata.